# Font de l'Abeurador (Arbul)
La Font de l'Abeurador és una font del terme municipal de Tremp, del Pallars Jussà, a l'antic terme de Fígols de Tremp, en territori de l'antic poble d'Arbul.
Està situada a 740 m d'altitud, al nord-oest de l'antic poble d'Arbul, on hi ha el santuari de la Mare de Déu d'Arbul. En el vessant de ponent del Serrat d'Arbul, queda a l'esquerra del barranc de l'Abeurador.